# Liste der Baudenkmäler in Oberhausen (bei Neuburg/Donau)
Auf dieser Seite sind die Baudenkmäler in der oberbayerischen Gemeinde Oberhausen zusammengestellt. Diese Tabelle ist eine Teilliste der Liste der Baudenkmäler in Bayern. Grundlage ist die Bayerische Denkmalliste, die auf Basis des Bayerischen Denkmalschutzgesetzes vom 1. Oktober 1973 erstmals erstellt wurde und seither durch das Bayerische Landesamt für Denkmalpflege geführt wird. Die folgenden Angaben ersetzen nicht die rechtsverbindliche Auskunft der Denkmalschutzbehörde.

## Baudenkmäler nach Gemeindeteilen

### Oberhausen
| Lage                                              | Objekt                                     | Beschreibung | Akten-Nr.     | Bild                                       |
| ------------------------------------------------- | ------------------------------------------ | --- | ------------- | ------------------------------------------ |
| Kirchstraße 2 (Standort)                          | Pfarrhaus                                  | zweigeschossiger Walmdachbau, 18. Jahrhundert. | D-1-85-150-2  | Pfarrhaus                                  |
| Kirchstraße 4 (Standort)                          | Katholische Pfarrkirche St. Clemens        | Chorturmkirche, neubarocke Saalkirche, erbaut 1910, Turmchor um 1300; mit Ausstattung.                                                                                       | D-1-85-150-1  | weitere Bilder                             |
| Burgholz (Standort)                               | Burgruine, sogenannte Alte Burg            | Ende 10. Jahrhundert und Mitte 13. Jahrhundert, 1386 zerstört; abgegrenzt durch einen Halsgraben                                                                             | D-1-85-150-6  | weitere Bilder                             |
| Das Reislein (Standort)                           | Ruine, sogenannte Kaiserburg               | Mauerreste der tropfenförmigen Anlage am Steilufer über der Donau, erbaut wohl im 10./11. Jahrhundert, 1386 zerstört; abgegrenzt durch einen Halsgraben                      | D-1-85-150-17 | weitere Bilder                             |
| In der Flur Kreut (Standort)                      | Friedhof der abgegangenen Ortschaft Kreuth | mit Grabdenkmälern, 17./18./19. Jahrhundert; Geviert mit niedriger Umfassungsmauer, 17./18. Jahrhundert; Gedenkkreuz, mit kyrillischer Inschrift, um 1945, vor dem Friedhof. | D-1-85-150-5  | Friedhof der abgegangenen Ortschaft Kreuth |
| Latouräcker (Standort)                            | Latour-Denkmal                             | Denkmal für Frankreichs Grenadier de La Tour d’Auvergne, gefallen bei Oberhausen, nach 1800.                                                                                 | D-1-85-150-4  | Latour-Denkmal                             |
| Latouräcker (zwischen Ort und Bahnhof) (Standort) | Wegkapelle                                 | 18. Jahrhundert; mit Ausstattung. | D-1-85-150-3  | Wegkapelle                                 |

### Beutmühle
| Lage                 | Objekt             | Beschreibung                                                                | Akten-Nr.    | Bild               |
| -------------------- | ------------------ | --------------------------------------------------------------------------- | ------------ | ------------------ |
| Beutmühle (Standort) | Kapelle St. Joseph | mit Portikus und Dachreiter, bezeichnet mit dem Jahr 1819; mit Ausstattung. | D-1-85-150-7 | Kapelle St. Joseph |

### Sankt Wolfgang
| Lage                      | Objekt                                                               | Beschreibung                                 | Akten-Nr.    | Bild                                                                 |
| ------------------------- | -------------------------------------------------------------------- | -------------------------------------------- | ------------ | -------------------------------------------------------------------- |
| Sankt Wolfgang (Standort) | Ehemalige Wallfahrtskirche und Katholische Filialkirche St. Wolfgang | Saalkirche, Neubau 1657/58; mit Ausstattung. | D-1-85-150-8 | Ehemalige Wallfahrtskirche und Katholische Filialkirche St. Wolfgang |

### Sinning
| Lage                                                          | Objekt                                     | Beschreibung | Akten-Nr.     | Bild                                       |
| ------------------------------------------------------------- | ------------------------------------------ | --- | ------------- | ------------------------------------------ |
| Im Oberdorf (Standort)                                        | Wegkapelle, sogenannte Spitalbauernkapelle | Satteldachbau, 19. Jahrhundert; mit Ausstattung. | D-1-85-150-11 | Wegkapelle, sogenannte Spitalbauernkapelle |
| Im Unterdorf 2 (Standort)                                     | Gasthaus, Schlosswirtschaft                | stattlicher zweigeschossiger Walmdachbau in vom Jugendstil beeinflussten Formen des Heimatstils, um 1910/20; Eiskeller, kleiner Walmdachbau, rückseitig angebaut, wohl Anfang 20. Jahrhundert. | D-1-85-150-18 | Gasthaus, Schlosswirtschaft                |
| Kirchplatz 1 (Standort)                                       | Katholische Pfarrkirche St. Nikolaus       | von Johann Puchtler 1741/42 errichtet, Turm mittelalterlich, 1848 erhöht; mit Ausstattung.- Epitaphien, 17. Jahrhundert, an der westlichen Friedhofsmauer. | D-1-85-150-9  | Katholische Pfarrkirche St. Nikolaus       |
| Weveldweg 6, Im Unterdorf 8 (Standort)                        | Schloss Sinning                            | Dreigeschossiger Hauptbau mit Lisenengliederung, Eckrisaliten, reichem Portal und Walmdach, nördlich zweigeschossiger traufseitiger Erweiterungstrakt mit Lisenengliederung, im Norden giebelseitiger, zweigeschossiger Bau mit quadratischen Eckturm im Westen (Schlosskapelle) und östlichem Rundturm, nach 1639, 1727 erweitert; mit Ausstattung; Steinplastiken, 1730–40. | D-1-85-150-10 | weitere Bilder                             |
| Figuräcker (am Kapellenweg nordostwärts des Ortes) (Standort) | Wegkapelle                                 | 19. Jahrhundert; mit Ausstattung. | D-1-85-150-12 | Wegkapelle                                 |

### Stelzhof
| Lage                  | Objekt     | Beschreibung                                   | Akten-Nr.     | Bild       |
| --------------------- | ---------- | ---------------------------------------------- | ------------- | ---------- |
| Stelzhof 1 (Standort) | Hofkapelle | zweite Hälfte 19. Jahrhundert; mit Ausstattung | D-1-85-150-13 | Hofkapelle |

### Unterhausen
| Lage                            | Objekt                                 | Beschreibung                                                                         | Akten-Nr.     | Bild                 |
| ------------------------------- | -------------------------------------- | ------------------------------------------------------------------------------------ | ------------- | -------------------- |
| Dr.-Kirchner-Platz 1 (Standort) | Katholische Pfarrkirche St. Pankratius | barocke Saalkirche, erbaut 1775/82, Turm 1820; mit Ausstattung.                      | D-1-85-150-14 | weitere Bilder       |
| Lindenstraße 4 (Standort)       | Ehemaliges Pfarrhaus                   | freistehender zweigeschossiger Satteldachbau, mit südlichem Anbau, erbaut nach 1636. | D-1-85-150-15 | Ehemaliges Pfarrhaus |